# Сученг
Сученг (宿城) град је Кини у покрајини Ђангсу. Према процени из 2009. у граду је живело 426.246 становника.

## Становништво
Према процени, у граду је 2009. живело 426.246 становника.
| 1990.   | 2000.   | 2009    |
| ------- | ------- | ------- |
| 105.021 | 243.037 | 426.246 |